# Selysioneura ranatra
Selysioneura ranatra – gatunek ważki z rodziny Isostictidae.